# Rue Beihu nord (métro de Nanning)
Rue Beihu nord (chinois : 北湖北路站 / pinyin : Běihú běi lù zhàn / zhuang : Camh Roen Baek Bwzhuz) est une station de la ligne 3 du métro de Nanning. Elle est située à l'intersection du boulevard Anwu et de la rue Beihu nord, dans le district de Xixiangtang de la ville de Nanning, en Chine.
Ouverte le 6 juin 2019, elle comprend quatre entrées et une seule plateforme.

## Situation sur le réseau

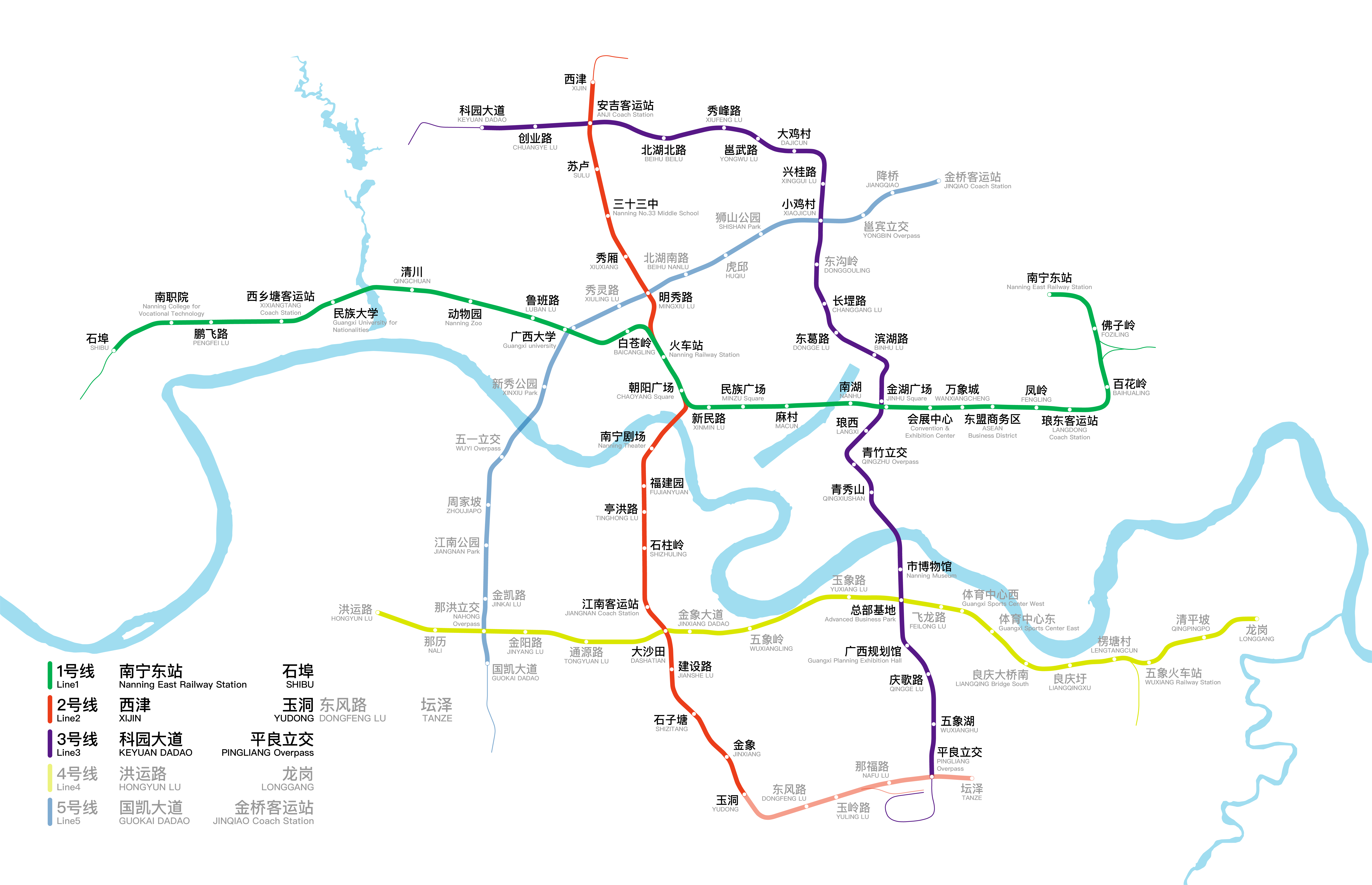
Plan du métro.

Établie en souterrain, Rue Beihu nord est située sur la ligne 3 du métro de Nanning, entre la station Gare routière d'Anji (zh), en direction du terminus nord Boulevard Keyuan (zh), et la station Rue Xiufeng, en direction du terminus sud Échangeur Pingliang (zh).

## Histoire
La construction de la ligne débute en 2015. Le 6 juin 2019, la ligne ouvre officiellement avec 22 stations, dont Rue Beihu nord.

## Services aux voyageurs

### Accès et accueil
Rue Xiufeng est une station souterraine à deux niveaux pourvue de quatre entrées au niveau du sol. Elle est située sous le boulevard Anwu, à l'intersection avec la rue Beihu nord, dans une orientation est-ouest. L'ascenseur accessible est à la sortie A3.
Station souterraine, elle dispose de trois niveaux :
| Niveau 0   | Entrées et sorties                                       | Entrées et sorties                                         |
| Sous-sol 1 | Salle d'accueil                                          | Service à la clientèle, boutiques et guichet libre-service |
| Sous-sol 2 |                                                          | Ligne 3 Voie 1 : En direction de Boulevard Keyuan (zh)     |
| Sous-sol 2 | Quai central                                             |                                                            |
| Sous-sol 2 | Ligne 3 Voie 2 : En direction d'Échangeur Pingliang (zh) |                                                            |

### Desserte
Les premiers et derniers trains à destination de Boulevard Keyuan sont à 7h04 et 23h43, tandis que ceux à direction d'Échangeur Pingliang sont à 6h30 et 23h07. Le coût d'un billet est de 6 yuans (元).

### Intermodalité
La station est desservie par les lignes 6, 18, 30, 41, 222 et B28 du réseau d'autobus de Nanning.

## À proximité
| Numéro                                         | Destinations proches |
| ---------------------------------------------- | --- |
| Sortie A2                                      | Rue Beihu nord (北湖北路), Quartier des concessionnaires automobiles internationaux de Beihu (北湖国际汽车城), quartier Taohuayuan (桃花源小区), Poste de Beihu du Bureau de la Sécurité routière (交警支队车管所北湖工作站) |
| Sortie A3                                      | Rue Beihu Nord, boulevard Anwu (安武大道), colline Sandong (北湖村三冬坡), école primaire Beihu (北湖小学) |
| Sortie C                                       | Boulevard Anwu, rue Yuanyi (园艺路), école primaire Lianchou (连畴小学) |
| Sortie D                                       | Rue Beihu nord, parc résidentiel Dadu (大都家园), village Lianli (连璃村), rue Yuanyi, parc Beihu (北湖苑), parc résidentiel Shenghe (盛禾家园)                                                                              |
| Légende： Ascenseur pour personnes handicapées | |